# Enric Ainaud i Sánchez
Enric Ainaud i Sánchez (Alacant, 7 d'abril de 1875 – Barcelona, 26 d'abril de 1958) fou violinista, compositor i pedagog valencià, director de l'Acadèmia Ainaud.

## Biografia
De pare francès i mare andalusa, fou el quart de 7 germans. S'havia format a l'Escolania de la Mercè (Barcelona) i al Conservatori del Liceu, on feu estudis de solfeig, teoria, piano i violí, i va obtenir el primer premi. Als vint anys va anar dos anys a París on va estudiar violí amb M. Haygot i harmonia amb Pablo Vidal. A la capital francesa contactà amb els mestres Vincent d'Indy i Eugène Gigout, que l'aconsellaren. Entrà a formar part de l'Orquestra de Concerts de l'Òpera de París.
A Barcelona, fou director artístic de l'Associació Íntima de Concerts (1920) i va pertànyer a algunes formacions de música de cambra: fou primer violí adjunt de l'Orquestra Pau Casals quan aquest la fundà l'any 1919; en qualitat de viola formà part del quintet integrat per Mathieu Crickboom, Pau Casals, Enrique Granados i Josep Rocabruna (1897) i actuà de violí solista en l'Orquestra Catalana de Concerts.
Abans de la Segona Guerra Mundial, va ser nomenat Chevalier de la Légion d'Honneur pel govern francès, corresponsal de l'Association Française d'Expansion et d'Échanges Artistiques de París, que depenia del Ministeri d'Instrucció Pública de França. També va rebre la Creu d'Alfons X el Savi de mans del Govern espanyol.
Als anys trenta va ser professor d'Educació Musical a l'Escola Normal de la Generalitat de Catalunya i professor de violí i viola de l'Acadèmia Musical de la Casa de Caritat. L'any 1905 fundà i dirigí una acadèmia de música amb el seu nom. L'Acadèmia Ainaud, dedicada preferentment a la docència del violí, gaudí d'un prestigi derivat de la tradició tècnica que procedia del Conservatori reial de Brussel·les, el més prestigiós en aquesta disciplina, una escola coneguda a Barcelona de la mà de Mathieu Crickboom, violinista belga establert a Barcelona el 1895 i estretament vinculat a la música catalana. Quan Mathieu Crickboom deixà la residència barcelonina el 1906, Ainaud comptà, entre d'altres, amb la col·laboració de J. Comellas i Ribó, en qualitat de professor d'harmonia i contrapunt. D'entre els seus deixebles cal fer esment del barceloní Rossend Masriera i Vila. L'acadèmia inicialment estava situada a la Gran Via de les Corts Catalanes, als baixos de la casa on visqueren els seus dos germans solters, Joan i Neus, i fins i tot en Manuel durant molt de temps. Més tard, l'acadèmia es traslladaria al carrer Canuda. De l'Acadèmia van sorgir violinistes de prestigi, com el malaurat terrassenc Vicenç Vellsolà i Aymerich (1891-1916).
El 1923 va col·laborar a la Revista Catalana de Música. Va donar nombroses conferències i va publicar diferents obres pedagògiques, entre les quals la traducció espanyola del mètode de solfeig de Gédalge, d'ensenyament musical basat en l'educació metòdica de l'oïda. Compongué més de seixanta peces per a violí i piano, entre les quals han tingut notorietat unes cançons infantils harmonitzades (1935). A més, és autor del Methodo de violino theorico e pratico, un mètode de violí format per deu quaderns, en els quals plasmava els seus coneixements didàctics sobre la matèria, i infinitat de peces per a aquest instrument (sol i també per a piano). També va comercialitzar partitures sota el pseudònim de John Milter.[1][2] Les seves despulles reposen al cementiri del Sud-Oest de Barcelona (Montjuïc).

## Obra
L’inventari d’Ainaud està format per unes 300 unitats documentals (format per partitures impreses, partitures manuscrites i monografies impreses). Es tracta del material de treball del propi músic. Des de 2016 forma part dels Arxius i fons personals de l'Esmuc.

### Composicions
- Cançó de bressol (text de J. Riera i Bertrán) amb dedicatòria a la seva besneta.
- Meditació

### Transcripcions
- Bach per violí
- Elègie de Jules Massenet per a violí
- Après un Réve de Gabriel Fauré
- Vals en La major de Brahms
- Adagio y Allegro dels Concertos de Violin d'Arcangelo Corelli.